# Ateneo de la Juventud Mexicana
El Ateneo de la Juventud Mexicana, también conocido como Ateneo de la Juventud y más adelante como Ateneo de México, es una asociación cultural que surge en México a principio del siglo XX, organizando reuniones intelectuales y debates públicos. El Ateneo logra aglutinar a una generación de jóvenes intelectuales quienes, en el ocaso del porfiriato, adelantan una serie de críticas al positivismo, ideología que por décadas permearía la labor gubernamental del grupo conocido como los científicos. Mediante una serie de conferencias y diferentes esfuerzos culturales, los ateneístas, activaron una nueva conciencia reflexiva en torno a la educación. La agrupación se fundó el 28 de octubre de 1909, llegó a tener cerca de cien miembros, y sobrevivió hasta 1914. En el año 2011, se refunda bajo el nombre de "Ateneo Nacional de la Juventud, A.C."

## Antecedentes
Durante los últimos años del porfiriato, Justo Sierra pugnó por la creación del Ministerio de Instrucción Pública y Bellas Artes, Porfirio Díaz accedió a su petición y lo nombró responsable del mismo, de esta forma, el sistema educativo se encaminó hacia la modernidad. Paralelamente un grupo de jóvenes lectores de Platón, Kant, Walter Pater, Friedrich Nietzsche, Émile Boutroux, Henri Bergson y de José Enrique Rodó deseaban un cambio del sistema, pues consideraban que las humanidades habían sido relegadas por la corriente positivista apoyada por el grupo de Los científicos del gabinete presidencial.[cita requerida]
En 1903 y 1904 se realizaron conferencias en la Escuela Nacional Preparatoria en las que participaron, a manera de lecturas literarias, Jesús Urueta, Amado Nervo y Luis G. Urbina. Este hecho influyó a los futuros ateneístas, que publicaron sus trabajos, en la Revista Moderna de México y en la Savia Moderna.
En febrero de 1907, en el marco de la celebración del primer aniversario de la Sociedad de Alumnos de la Escuela Nacional Preparatoria, se celebró una velada literaria. En esta ocasión, asistieron el ministro Justo Sierra y el director Porfirio Parra. Destacó el discurso de "Alocución", de Alfonso Reyes Ochoa, el cual hablaba de la necesidad de equilibrio entre lo material y lo espiritual, haciendo una crítica a la corriente positivista a quien veía como una fórmula para reducir la conducta de las personas a fórmulas algebraicas. Durante ese año se realizó una manifestación en honor a Manuel Gutiérrez Nájera y el arquitecto Jesús T. Acevedo fundó la Sociedad de Conferencias. De esta forma, las reuniones se celebraron periódicamente en el Casino de Santa María; participaron Alfonso Cravioto, Antonio Caso, Pedro Henríquez Ureña, Rubén Valenti, Jesús T. Acevedo y Ricardo Gómez Robelo.
En marzo y abril de 1908, las conferencias se pronunciaron en el Conservatorio Nacional de Música añadiendo interpretaciones musicales de Alba Herrera y Ogazón, Alberto Usrúa, Aurelio M. López, Manuel Tinoco y Carlos del Castillo. Participaron Antonio Caso, Max Henríquez Ureña, Genaro Fernández MacGregor, Isidro Fabela y Rubén Valenti. Se realizó una manifestación a la memoria de Gabino Barreda y al apoyo de la Escuela Nacional Preparatoria; participaron el médico y político Francisco Vázquez Gómez, Pedro Henríquez Ureña, Ricardo Gómez Robelo y Alfonso Teja Zabre. En el Teatro Virginia Fábregas participaron Alfonso Cravioto, Rubén Valenti, Rodolfo Reyes Ochoa, Diódoro Batalla e Hipólito Olea. En el Teatro Arbeu, Antonio Caso, el poeta Rafael López y Justo Sierra.

## Fundación
El 28 de octubre de 1909 se fundó el Ateneo de la Juventud, sus reuniones se celebraron de forma cotidiana en la Escuela Nacional de Jurisprudencia. Las conferencias fueron patrocinadas por el secretario de Instrucción Pública Justo Sierra y el subsecretario de Bellas Artes Ezequiel A. Chávez. Hacia principios de 1910 eran miembros de la Ciudad de México, escritores, músicos, pintores, arquitectos, ingenieros, abogados, médicos y estudiantes, y entre ellos destacaron: Jesús T. Acevedo, Roberto Argüelles Bringas, Antonio Caso, José Escofet, Isidro Fabela, Nemesio García Naranjo, Ricardo Gómez Robelo, Carlos González Peña, Pedro Henríquez Ureña, Alfonso Reyes Ochoa, Mariano Silva y Aceves, Alfonso Teja Zabre, Julio Torri y José Vasconcelos Calderón; entre los residentes externos estaban Max Henríquez Ureña, Pedro Henríquez Ureña, Ricardo Arenales, José Santos Chocano, Efrén Rebolledo y Diego Rivera. A finales de ese mismo año, se incorporaron Enrique González Martínez, Antonio Mediz Bolio y Martín Luis Guzmán. A iniciativa de Justo Sierra, se fundaron la Escuela Nacional de Altos Estudios y la Universidad Nacional de México.
El Ateneo de la Juventud llegó a tener cerca de cien miembros, vivió hasta 1914. En septiembre de 1912, con un esfuerzo común de los integrantes del Ateneo, se creó la Universidad Popular Mexicana.

## Visión
Los miembros del Ateneo llamaron a dotar a la educación en México de una visión más amplia, que rechazara el determinismo biológico del racismo y que encontrara una solución al problema de los costos de los ajustes sociales generados por grandes procesos de cambio como la industrialización o la urbanización.[cita requerida]
No solo eso. Frente a la posición oficial del gobierno de Porfirio Díaz y los científicos, llamados así de manera despectiva en el habla popular mexicana, José Vasconcelos y la generación del Ateneo promovieron una crítica de la visión única del pensamiento filosófico positivista y determinista. La generación del Ateneo propuso la libertad de cátedra, la libertad de pensamiento y, sobre todo, la reafirmación de los valores culturales, éticos y estéticos en los que América Latina emergió como realidad social y política. Aquí es importante destacar que una de las características más importantes del porfiriato es justamente el de su desdén por lo nacional mexicano, su fascinación con lo europeo, lo francés, lo italiano, lo alemán o, si nada de esto era posible, lo estadounidense, como única alternativa viable para alcanzar el progreso.[cita requerida]

"Volved los ojos al suelo de México, a los recursos de México, a los hombres de México...a los que somos en verdad".
Antonio Caso.

Antonio Caso, Alfonso Reyes, Pedro Henríquez Ureña, Ricardo Gómez Robelo y José Vasconcelos, junto con los demás integrantes del Ateneo de la Juventud, sentaron las bases para una ambiciosa recuperación de lo nacional mexicano y de lo latinoamericano como una identidad que, además de real, fuera viable en el futuro, y sobre todo que no dependiera, como en los hechos ocurrió con el modelo de desarrollo del porfiriato y otros experimentos latinoamericanos similares como la República de los Coroneles en Brasil, de la destrucción de lo nacional, de lo local, de lo latinoamericano como vía única para progresar.[cita requerida]

## Ateneo Nacional de la Juventud, A. C.
En 2009, cien años después de su fundación primigenia, el Ateneo de la Juventud se refunda bajo el nombre de Ateneo Nacional de la Juventud AC., con la participación de jóvenes de las principales universidades públicas y privadas de la Ciudad de México. En 2011, se consolida como una asociación civil apartidista y sin fines de lucro, la cual busca, desde entonces, el empoderamiento de la juventud mexicana en la vida pública, cultural, académica y política de México. 

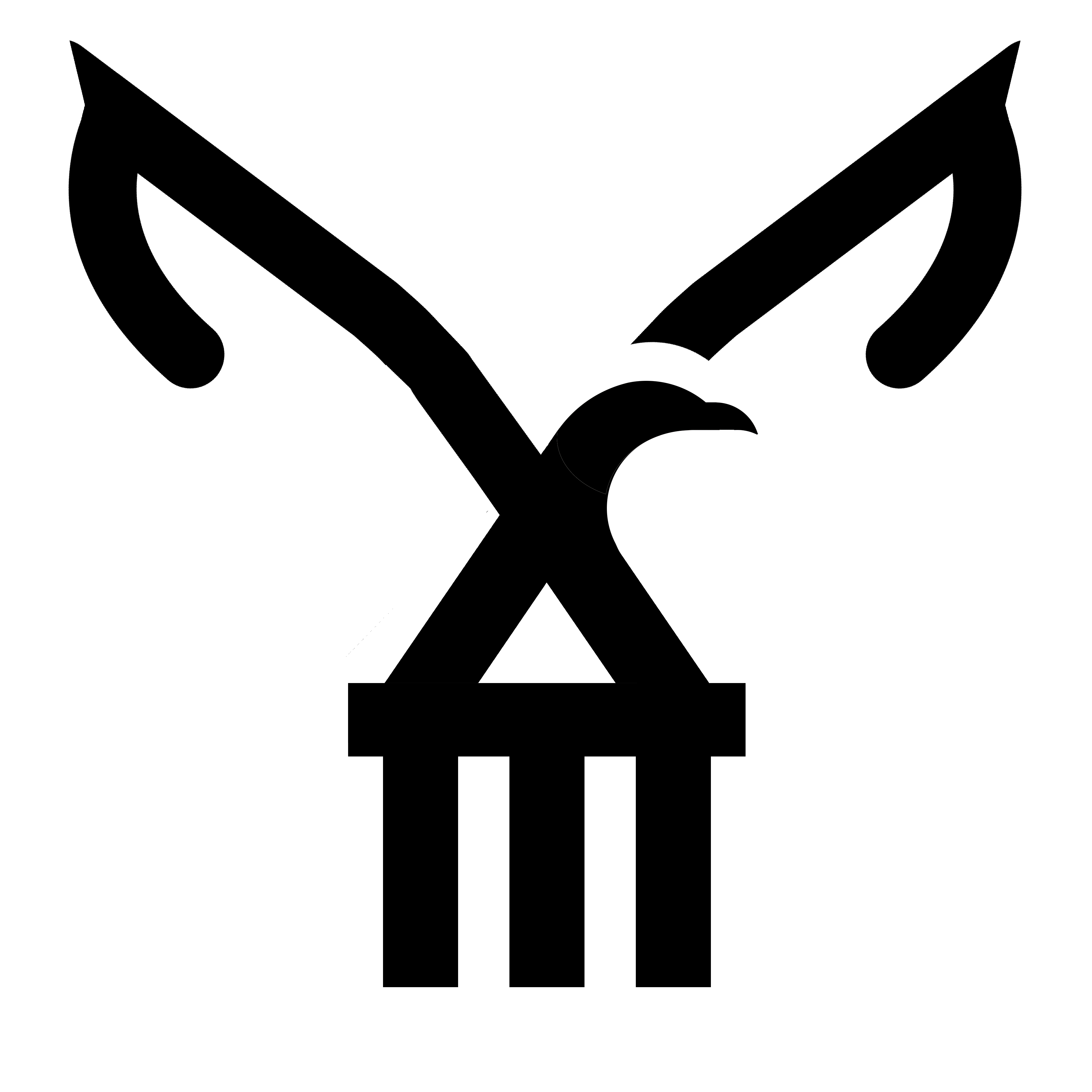
Logotipo actual del Ateneo Nacional de la Juventud.

Continuando con el legado del Ateneo de 1909, esta asociación se ha convertido en un núcleo relevante de incidencia juvenil, reconocido por miembros de la sociedad civil, del gobierno mexicano y organismos internacionales.[cita requerida]
Bajo iniciativa de José Luis Gallegos Quezada, el Ateneo Nacional de la Juventud comienza como un colectivo juvenil que realizaba talleres culturales gratuitos dentro de la Casa del Adulto Mayor en la alcaldía Iztacalco de la Ciudad de México. Aquella primera etapa se caracterizó por la realización de encuentros intergeneracionales donde jóvenes y adultos mayores interactuaban en torno a talleres culturales como círculos de lectura, creación literaria, declamación, oratoria y ajedrez.[cita requerida]
En 2009, la agrupación emprendió la primera edición de la Escuela de Formación Humana, cursos dirigidos a jóvenes de entre 15 y 21 años integrado por talleres de filosofía, apreciación artística, ética, oratoria, asertividad y derechos humanos. Apegada al ideario del Ateneo de la Juventud de 1909, la Escuela de Formación Humana tuvo por objetivo dotar a los participantes de una formación humanista y complementar de manera crítica su formación académica.
En 2011, el Ateneo se constituyó como una asociación civil bajo la cual se continúa con el mismo proyecto, conformada principalmente por estudiantes de la Universidad Nacional Autónoma de México y de otras instituciones públicas de la Ciudad de México.[cita requerida]

### Promoción de la filosofía y las humanidades
El Ateneo ha realizado programas encaminados a la difusión de la filosofía y las humanidades como herramientas para hacer de los jóvenes ciudadanos críticos que cuestionen su entorno. Con este propósito, se desarrolló "Filosofía a las Calles", serie permanente de conferencias en torno a temas filosóficos que reflexionan sobre el significado de la justicia, la libertad, el amor, entre otros temas de carácter universal. Las conferencias son impartidas por jóvenes universitarios de carreras afines a las humanidades, quienes a través de un lenguaje sencillo logran ejemplificar grandes conceptos de la filosofía en experiencias cotidianas.
La primera conferencia de Filosofía a las Calles data del 17 de febrero de 2011, en el Pasaje Zócalo-Pino Suárez del Metro de la Ciudad de México. Bajo el tema "¿Filosofía para qué?", José Luis Gallegos, Rogelio Laguna, Jorge Alberto Reyes, Óscar Zoletto y Samuel Rodríguez expusieron los propósitos del proyecto. Desde entonces, el objetivo del programa es "liberar a la filosofía de su encasillamiento académico y permitirle volver, según su origen socrático, al corazón de la polis".

### Revista cultural

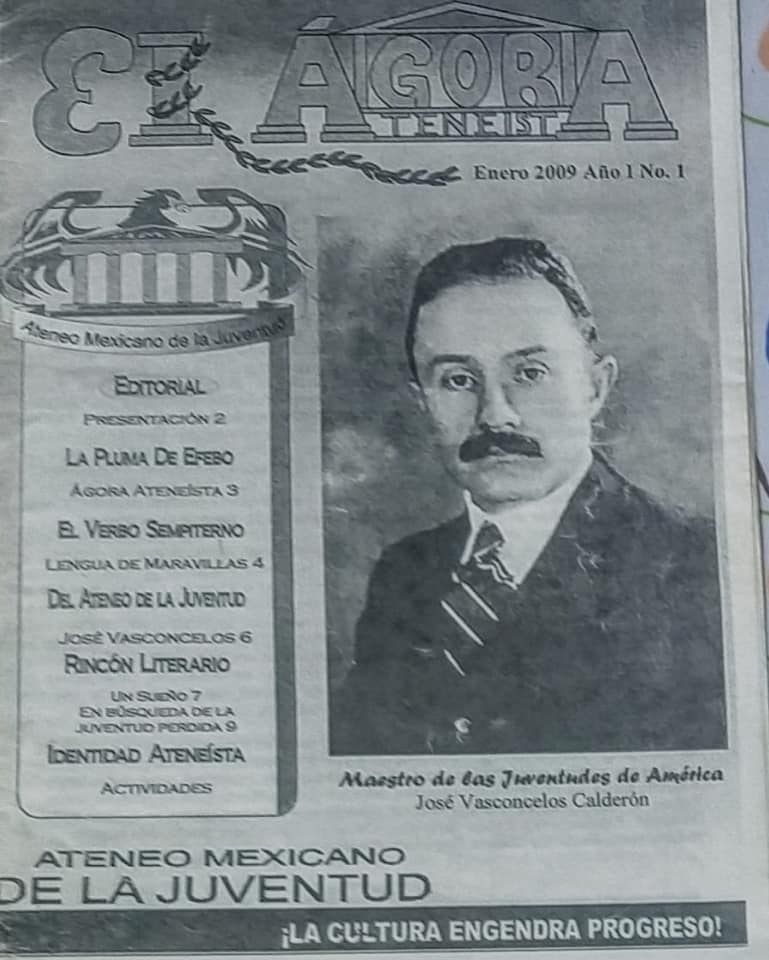
Ágora Ateneísta, núm. 1. (2009), publicación del Ateneo Nacional de la Juventud, A.C.

El Ateneo Nacional de la Juventud ha tenido a lo largo de su vida diversos proyectos editoriales, todos inspirados en los proyectos literarios del Ateneo de la Juventud de 1909, la revista Savia Moderna, por ejemplo. Un primer esfuerzo por construir una revista literaria fue Ágora Ateneísta (2009), un pasquín de 10 páginas que incluía cuentos de miembros de la asociación acompañados por textos de miembros del Ateneo de 1909.
Años después, daría vida a Symposium (2017-2018), una sección literaria anidada en la página de noticias TMPosmodernos. La tercera revista del Ateneo se llamó Entre Líneas y tuvo una vida efímera de un par de artículos en línea bajo la dirección de Julio Sastre.
De manera actual, la revista oficial del Ateneo ha adoptado por nombre Interliteraria y cuenta con secciones que llevan por título el nombre de miembros del Ateneo de 1909: Ensayo Literario: Alfonso Reyes, Poesía: María Enriqueta Camarillo, Política: José Vasconcelos. Interliteraria ha buscado consolidarse como un puente generacional entre escritores consagrados en México y nuevos talentos. De manera reciente, la escritora Elena Poniatowska entrevistó a los miembros de la revista para conocer los afanes literarios de una nueva generación.